# Verolith
Das Verolith, ist ein mineralischer Leichtzuschlagsstoff, der als Ersatz für Flugasche Derivate in der Baustoffherstellung dient. Der Baustoff ist vulkanischen Ursprungs (Perlite), das im Laufe der weiteren Verarbeitung gemahlen, erhitzt und dadurch von erheblichen Anteilen von gebundenem Kristallwasser befreit wird. Das resultierende Produkt ist dadurch leichter (Hohlkugeln) als zuvor und findet verschiedene Anwendungen in der Industrie und Baustoffherstellung. 